# Swiss Tour
Pour plus de détails, voir Fiche technique et Distribution.
Swiss Tour (titre français : Suzanne et son marin) est un film suisse réalisé par Leopold Lindtberg sorti en 1949.

## Synopsis
Cinq soldats américains stationnés à Mulhouse ont quatre jours de permission qu'ils vont passer dans la Suisse voisine. Le marin Stanley Robin voudrait un souvenir traditionnel. À Montreux, il voit dans la vitrine d'un bijoutier une horloge suisse typique qui lui plaît particulièrement. Mais quand il entre, il s'intéresse davantage à Suzanne, la vendeuse romande. Il veut se marier tout de suite avec elle et l'amener aux États-Unis. Suzanne est beaucoup moins enthousiaste à cette idée et échappe au G.I. amoureux en faisant un tour dans les Alpes. À Zermatt, la jeune blonde voudrait skier pendant quelques jours mais ignore que Stanley la suit en tapinois. Il prend le train pour Zermatt et cherche son amour sur le Cervin.
Au terme d'une course-poursuite en skis à travers le paysage hivernal, la jeune femme lui échappe de nouveau. Le marin va noyer son chagrin dans un bar en buvant les alcools locaux. À l'hôtel, il fait la connaissance de la jeune et moderne Yvonne, un genre de "joyeuse existentialiste" avec une touche de femme fatale. Elle tente de séduire le timide Stanley. Devant son attitude, elle lui propose de passer une journée ensemble comme s'ils étaient mariés (dans le but de lui faire oublier Suzanne). Yvonne a du mal et suscite par ses intrigues l'incompréhension et la confusion. Stanley et Suzanne ont leur première dispute "conjugale". À la fin, tout s'éclaire sur le chemin du retour. Stanley et Suzanne se promettent de ne plus se séparer.

## Fiche technique
- Titre : Swiss Tour
- Réalisation : Leopold Lindtberg assisté de Kurt Früh (de)
- Scénario : Richard Schweizer d'après son roman Swiss Tour B XV
- Musique : Robert Blum
- Direction artistique : Robert Furrer
- Photographie : Emil Berna
- Son : Rolf Epstein
- Montage : Käthe Mey, Hermann Haller
- Production : Lazar Wechsler
- Sociétés de production : Praesens-Film
- Société de distribution : Praesens-Film
- Pays d'origine :  Suisse
- Langue : allemand, anglais, français
- Format : Noir et blanc - 1,37:1 - Mono - 35 mm
- Genre : Comédie
- Durée : 79 minutes
- Dates de sortie :
  - Suisse : 29 novembre 1949.
  - France : 20 janvier 1950[1].
  - États-Unis : 1er avril 1950.
  - Pays-Bas : 14 juillet 1950.
  - Allemagne : 15 février 1951.
  - Autriche : 27 juillet 1951.

## Distribution
- Cornel Wilde : Stanley Robin
- Josette Day : Suzanne
- Simone Signoret : Yvonne
- John Baragrey : Jack
- Richard Erdman : Eddy
- Alan Hale Jr. : Joe
- George O. Petrie : Sidney
- Leopold Biberti : Walter Hochull
- Heinrich Gretler : le Gemeindepräsident
- Christiane Martin : Madeleine
- Robert Bichler : Fred
- Liselotte Pulver : le flirt d'un G.I.

## Source de la traduction
- (de) Cet article est partiellement ou en totalité issu de l’article de Wikipédia en allemand intitulé « Swiss Tour » (voir la liste des auteurs).